# پیپ

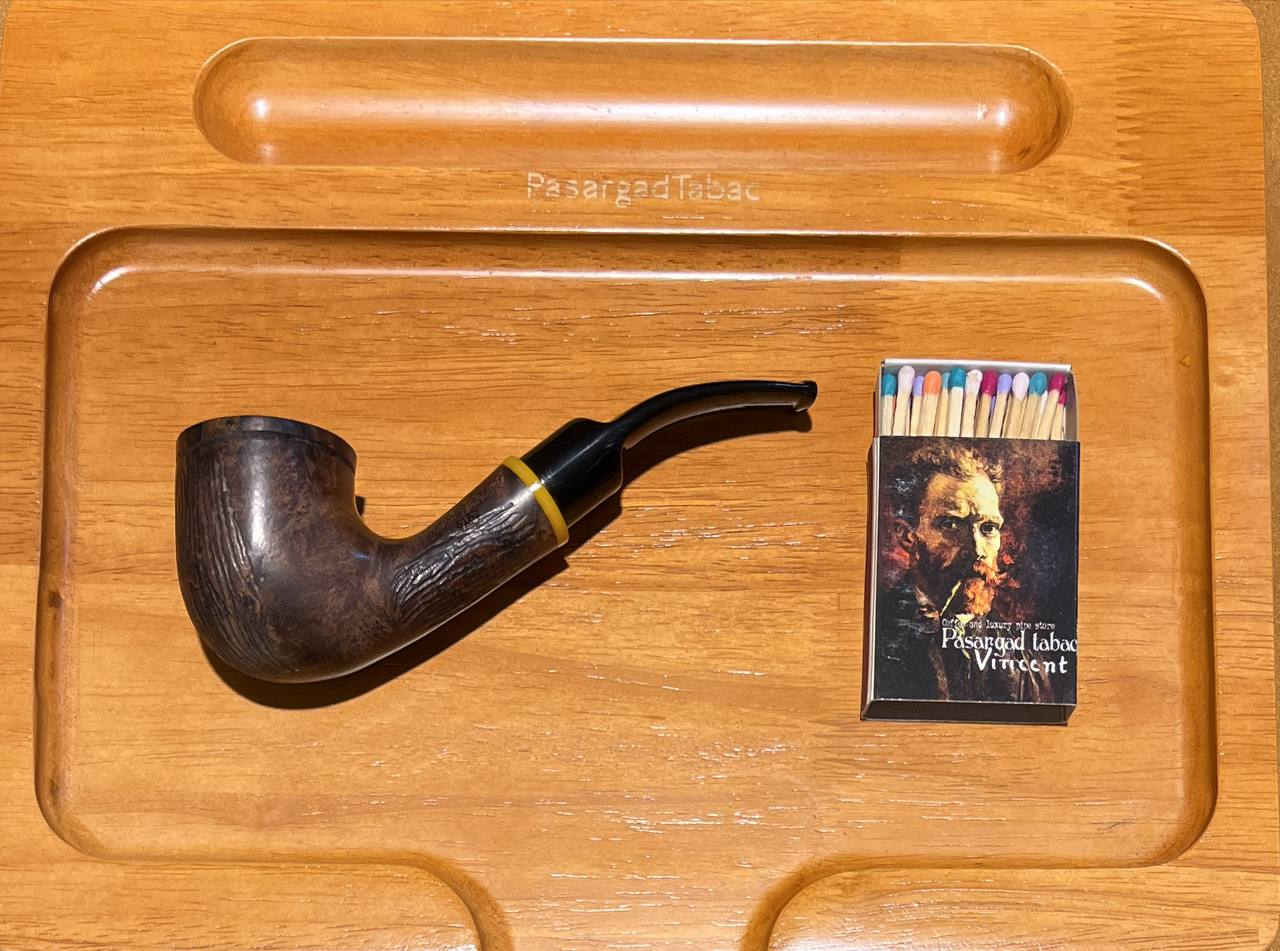
شکل ظاهری پیپ

پیپ یا پایپ (به انگلیسی: pipe) وسیله‌ای برای دودکردن (تدخین) توتون است.
توتون مورد استفاده در پپپ‌ها صرفاً مخصوص پیپ ساخته می‌شود. این وسیله شامل یک کاسه حفره دار برای قراردادن تنباکو، و یک دستگیره چوبی نازک است که در انتها به یک دهان گیر از جنس پلاستیک یا کائوچو ختم می‌شود. پیپ‌ها در محدوده وسیعی از جمله پیپ‌های ماشین‌ساز ساده تا پیپ‌های دست‌ساز و دارای ارزش هنری و گران‌قیمت (برای کلکسیونرها) ساخته می‌شوند.

## نامگذاری
واژه پیپ در زبان فارسی از زبان انگلیسی مشتق شده است. تلفظ اصلی واژه بنابر آوانگاری آن، پایپ است که به معنای لوله می‌باشد. در حالی که سبیل و شَطَب و دمی برابر فارسی آن است. پیپ در فارسی همان وسیله‌ای برای استعمال توتون است اما پایپ وسیله‌ای برای استعمال مت‌آمفتامین است.

## پیشینه

پسری با پیپ اثر پابلو پیکاسو

پیپ کشی یکی از قدیمی‌ترین سنت‌های شناخته شده کشیدن تنباکو است. برخی از فرهنگ‌های مردمان بومی قاره آمریکا، تنباکو را در پیپ‌های تشریفاتی می‌کشند و این کار را مدت‌ها قبل از ورود اروپایی‌ها انجام داده‌اند. به عنوان مثال، مردم لاکوتا از پیپ تشریفاتی به نام čhaŋnúŋpa استفاده می‌کنند. سایر فرهنگ‌های مردمان بومی قاره آمریکا، تنباکو را به صورت دسته جمعی می‌کشند.
از آنجایی که تنباکو تا قرن شانزدهم به دنیای قدیم معرفی نشده بود، پیپ‌های قدیمی‌تر در خارج از قاره آمریکا معمولاً برای کشیدن مواد مختلف دیگر، از جمله حشیش استفاده می‌شدند. گیاه تنباکو بومی آمریکای جنوبی است، اما مدت‌ها قبل از ورود اروپایی‌ها به آمریکای شمالی گسترش یافت. تنباکو در قرن شانزدهم از قاره آمریکا به اروپا معرفی شد و به سرعت در سراسر جهان گسترش یافت.
پیپ اصالتاً از اروپا وارد ایران شده است و در ایران چپق تقریباً معادل آن در نظر گرفته می‌شود با این تفاوت که معمولاً دسته چوبی و کاسه گلی دارد و نوع دیگری از توتون در آن استفاده می‌شود.
بر طبق روایات غیرقابل یقین این وسیله نخستین بار در اوایل سده شانزدهم میلادی به وسیله شخصی به نام «سید محمد امین قوچانی» از اروپا وارد ایران شد و در ایران به شکل چپق ایرانی رواج یافت. روایت دیگر وارد شدن پیپ اروپایی توسط پرتغالی‌ها در سال ۹۱۳ هجری قمری و متحول شدن آن به چپق در ایران است که شکل دسته چوبی و دسته سفالی و با اندازه‌های مختلف طول دسته (لوله دود) رواج‌دارد. امروزه پیپ سازی در ایران یک هنر رواج یافته است. از پیپ سازان مطرح ایرانی می توان به ماسترو رحیمی ملقب به پدر پیپ ایران اشاره کرد .

## انواع پیپ

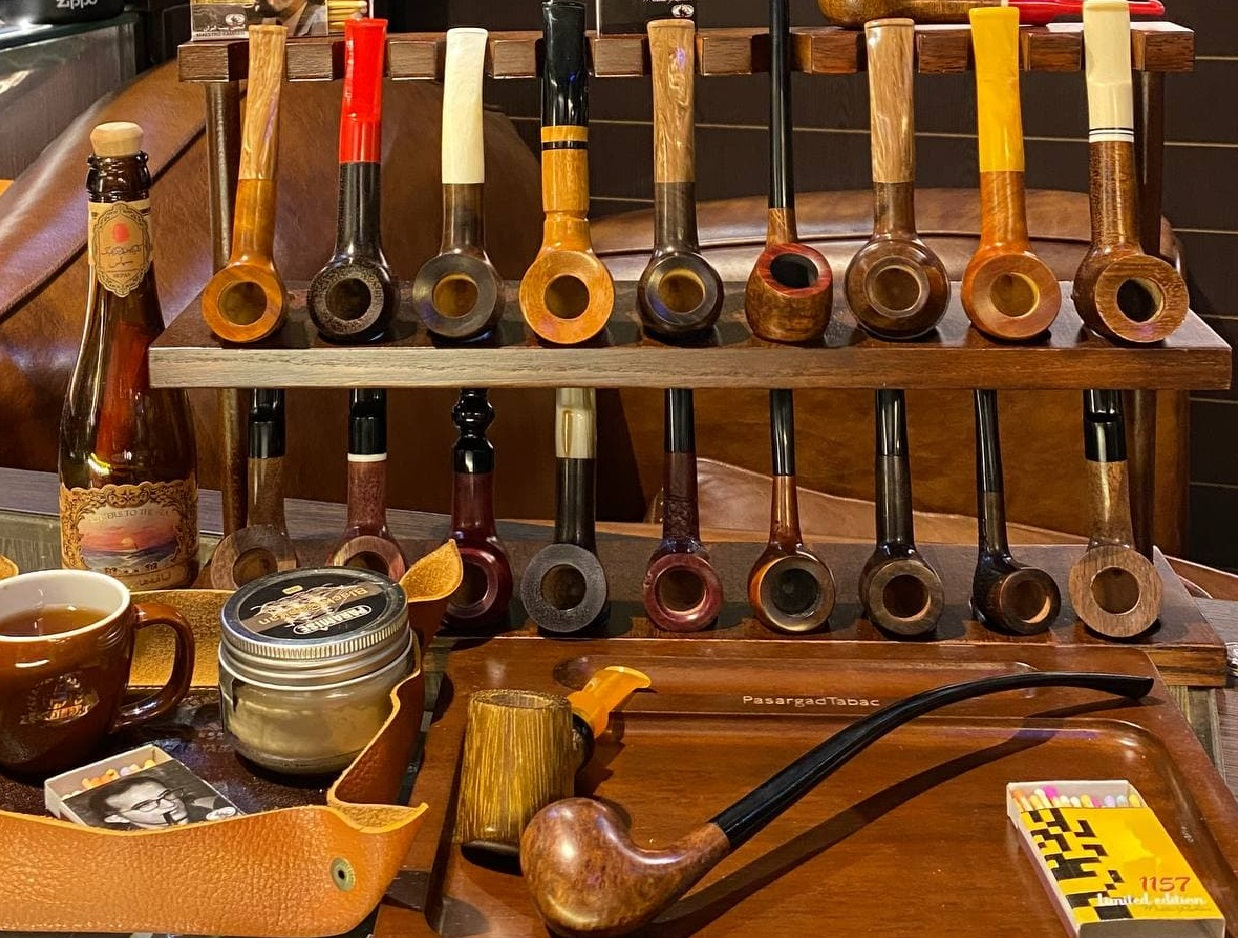
انواع پیپ

برخی از سازندگان و برندهای تولید پیپ دارای تولیدات با طراحی‌های متمایز و صاحب سبک هستند و طراحی‌های منحصر به فرد خودشان را در شمار محدود عرضه می‌کنند و قیمت این پیپ‌های منحصربفرد معمولاً بالا است، ولی هنگام تولید پیپ به صورت انبوه غالباً از اصول یکسانی پیروی می‌شود.
مدل‌های استاندارد بر پایه تیپ می‌تواند اسموک‌های متفاوتی داشته باشد و بر همین اساس اسموکرها معمولاً پیپ‌های زیادی می‌خرند تا آن را امتحان کنند.
برخی مدل‌ها طراحی‌های خیلی سختی دارند و برخی برندها آن را تولید می‌کنند و برخی دیگر عمومی‌تر هستند.

## جنس پیپ

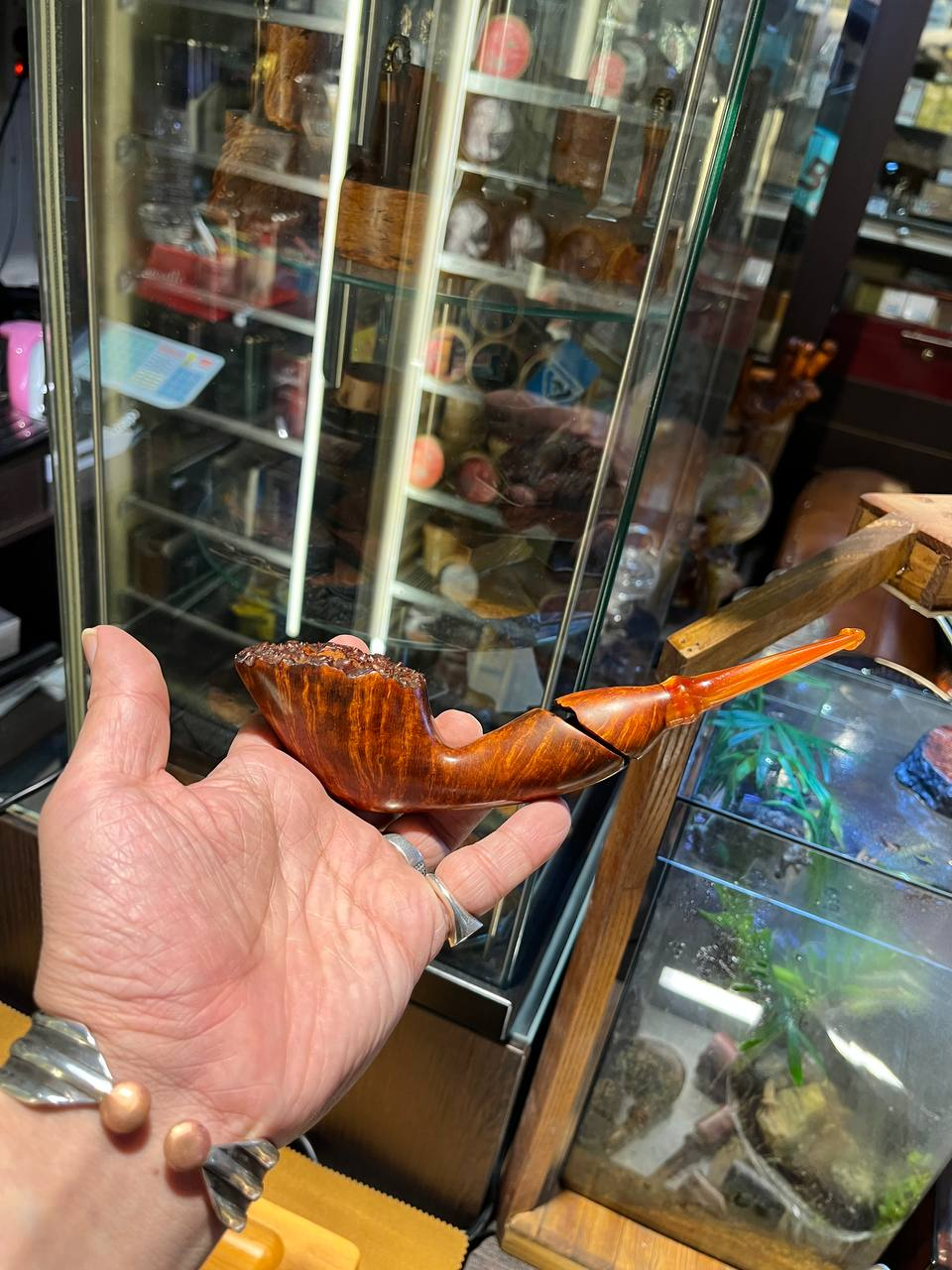
یک نوع پیپ با ظاهر متمایز

برای ساختن پیپ از مواد متنوعی استفاده می‌شود. پیپ مرغوب معمولاً از چوب برایر ساخته می‌شود و شکل‌های متنوعی دارد. قسمت بدنه و کاسه پیپ معمولاً از جنس چوب ریشه برایر؛ مرشام؛ چوب ذرت (کورن) و حتی سفالی است و در ساخت پیپ کمتر از چوب‌های متراکم آلبالو؛ زیتون؛ چوب افرا؛ چوب کهور و بلوط؛ استفاده می‌شود. آهن و شیشه از مواد غیر متداول در ساخت پیپ هستند.
قسمت کاسه پیپ (جام) گاهی خراطی و گاهی با فلز و سنگ و نگین‌های جواهر تزئین می‌شوند.
دسته پیپ باید یک مجرای بلند با قطر مناسب داشته باشد تا دود تنباکوی پیپ به صورت مناسب از آن گذر کند. همچنین مجرای پیپ‌ها با قطرهای مختلفی (۲میلیمتر، ۴ میلیمتر، ۶ میلیمتر، ۹ میلیمتر) و به صورت بدون فیلتر یا فیلتردار ساخته می‌شوند.
قسمت دهان‌گیر پیپ معمولاً از مواد قالب پذیر نظیر کائوچو یا پلاستیک نرم ساخته می‌شود.
در بعضی موارد دسته پیپ از جنس بامبو، نی، یا چوب ساخته می‌شود. در پیپ‌های گران‌قیمت دهان‌گیر پیپ از جنس کهربا یا سنگ‌های جواهر ساخته می‌شود.
در کتاب «پیپ»، (اثر آلفرد دانهیل The Pipe Book by Alfred Dunhill) به این مبحث پرداخته است.
اشاره کلی آن به این قسم است که در هر نقطه‌ای از جهان با توجه به وجود منابع طبیعی اجناس مختلفی برای ساخت استفاده شده است:

### چوبی
پیپ چوبی رایج‌ترین نوع است. تقریباً همه افراد هنگام به یادآوری پیپ، وسیله‌ای چوبی را به خاطر می‌آورند. این محصول معمولاً از انواع مختلفی از ریشه‌های فراوری شده و غالباً از چوب خلنگ (برایر) ساخته می‌شود و ممکن است قیمت هر بلوک فراوری شده برایر به صدها دلار هم برسد. برایر، چوبی مناسب برای ساخت پیپ است. مهم‌ترین مشخصه این چوب مقاومت در برابر آتش و مشخصه دیگر آن جذب رطوبت بالاست. سن برخی از برایرها هنگام فراوری مشخص شده‌اند و برخی برندها مانند بربیا، دانهیل، کستلو و… انتخاب دقیقی از برایرها و کیفیت آنها را دارند. هر قدر از قسمت‌های بالاتری از ریشه ساخته شوند کیفیت محصول ساخته شده نازل‌تر خواهد بود و فینیش پیپ هم نازل‌تر است. 

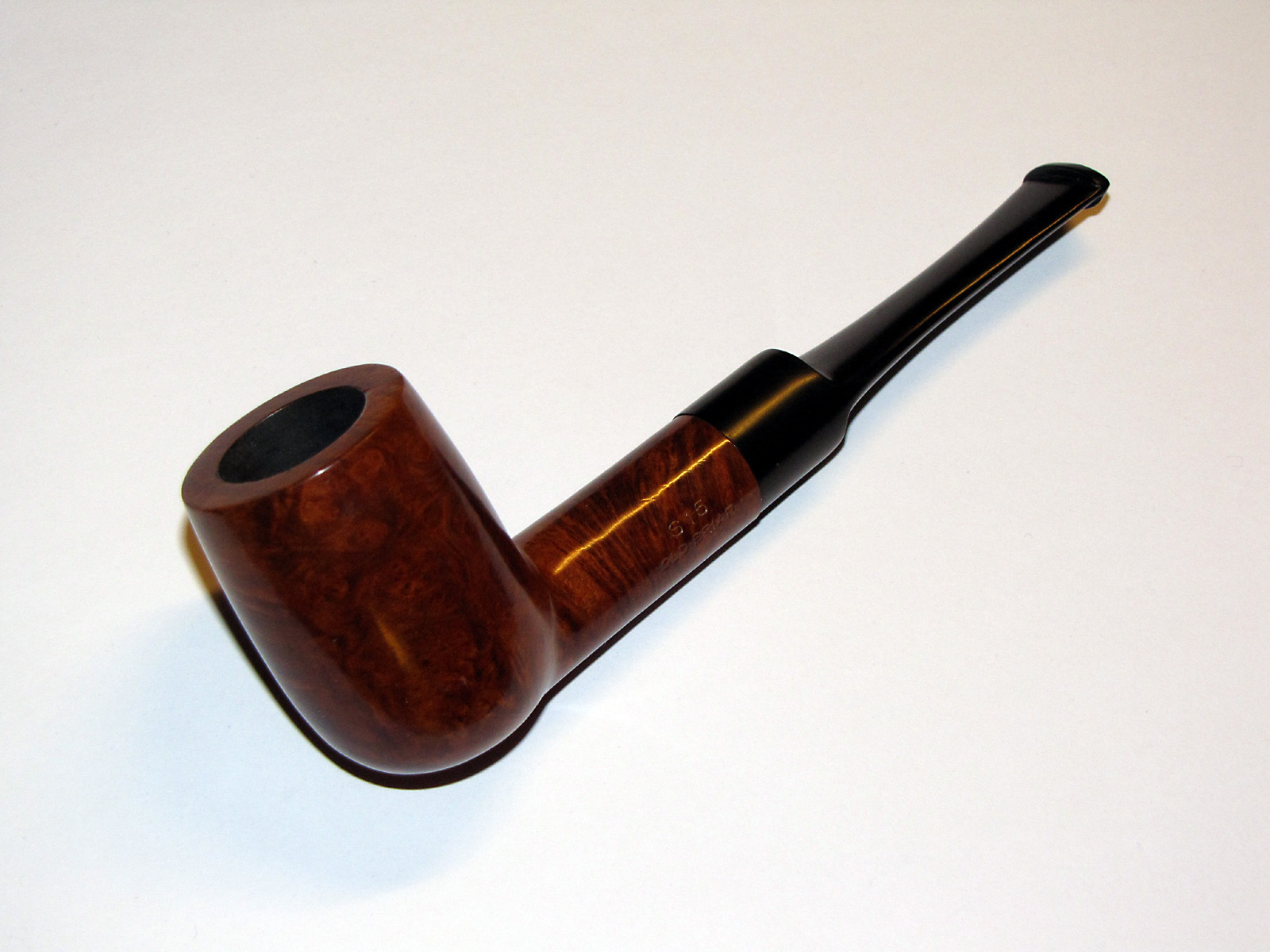
یک پیپ از جنس چوب خلنگ (برایر)

متأسفانه مدتی است افرادی سودجو ادعا کرده‌اند که چوب کیکم، جایگزینی مناسب برای چوب برابر است. و با برداشت بی‌رویه این گونهٔ با ارزش را در خطر انقراض قرار داده‌اند.

### فلزی یا متال
این پیپ‌ها دارای لوله فلزی برای هدایت دود و معمولاً محفظه چوبی برای ریختن و آتش زدن توتون هستند. از آنجایی که درجه حرارت فلز در جای خنک کمتر از درجه حرارت محیط است استفاده از آن در مناطق کوهستانی و خنک و اماکنی که سرد هستند توصیه می‌شود. دقیقاً به همین دلیل اکثر محفظه‌های توتون این مدل‌ها به صورت دایره تراشیده می‌شوند و توتون در آنها به سرعت می‌سوزد.
اگر آن را در مناطق گرم یا زیر آفتاب استفاده کنید نه تنها لذت کمتر را دارد بلکه ممکن است حتی ناراحت‌کننده هم باشد.

### مرشام
این پیپ‌ها از جنس سنگ مرشام می‌باشند که گونه‌ای از سنگ‌های سیلیکاتی است. خاصیت این پیپ جذب رطوبت بوده و هنگام استفاده، رطوبت خود را به توتون می‌دهد. برای هر بار استفاده کردن از آن می‌بایستی حداقل ۲ ساعت از آخرین استفاده گذشته باشد.

### ذرت یا (کورن کوب)
این پیپ از ذرت ساخته می‌شود و مورد علاقه مارک تواین، روزولت، ژنرال مک آرتور و بسیاری از اسموکرهای دیگر بوده است. در کارتون پاپای (ملوان زبل) شخصیت اصلی کارتون از کورن استفاده می‌کند. بزرگ‌ترین تولیدکننده آن شرکت میسوری مرشام بوده ارزان قیمت‌ترین پیپ دنیاست. اسموک آن تقریباً نزدیک و شبیه به مرشام است و دلیل آن مقدار رطوبتی است که ذرت می‌تواند جذب کند.
برخلاف تصور، عمومی پایداری و قدرت آن بسیار خوب است و می‌تواند اسموک جالبی داشته باشد.

### کالاباشی
این پیپ ترکیبی از چوب (معمولاً ماهاگونی) و مرشام است. بدنه چوب و آتشگاه مرشام. یک نوع بی نظیر از سلیقه انسانی!

### سرامیکی

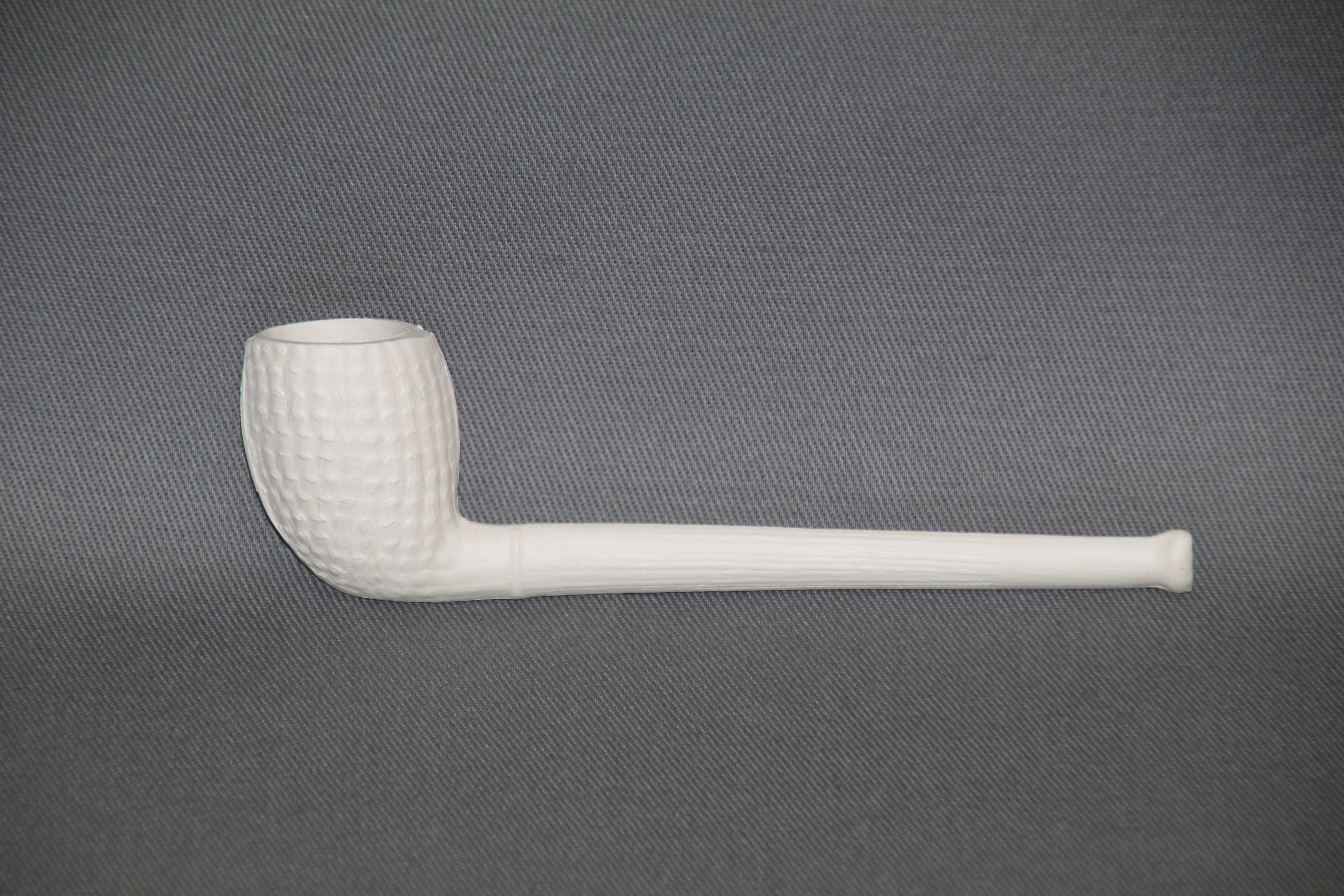
یک پیپ تماماً از جنس سرامیک

پیپ‌های سرامیکی بیشتر به دلیل اینکه قبه آن زیاد داغ می‌شود استفاده از آن برای پیپ کش‌های ماهر سخت و دردسر ساز است ولی یک پیپ سرامیکی خوب یک دود خالص و بدون طعم اضافه را در زمان کشیدن پیپ ارائه می‌دهد.

### مصنوعی
پیپ‌های متنوعی از جنس‌های (گرافیت، رزین، باکلیت، و حتی ترکیب چوب و نایلون و دیگر مواد مصنوعی) در رنگ‌ها و شکل‌های مختلف ساخته می‌شوند که رایج‌ترین آن‌ها از روکشی پلاستیکی و آتشگاهی فلزی ساخته می‌شوند که اغلب از کیفیت پایینی برخوردار هستند و مورد تأیید پیپ کش‌های ماهر نمی‌باشد.

## تنباکوی پیپ

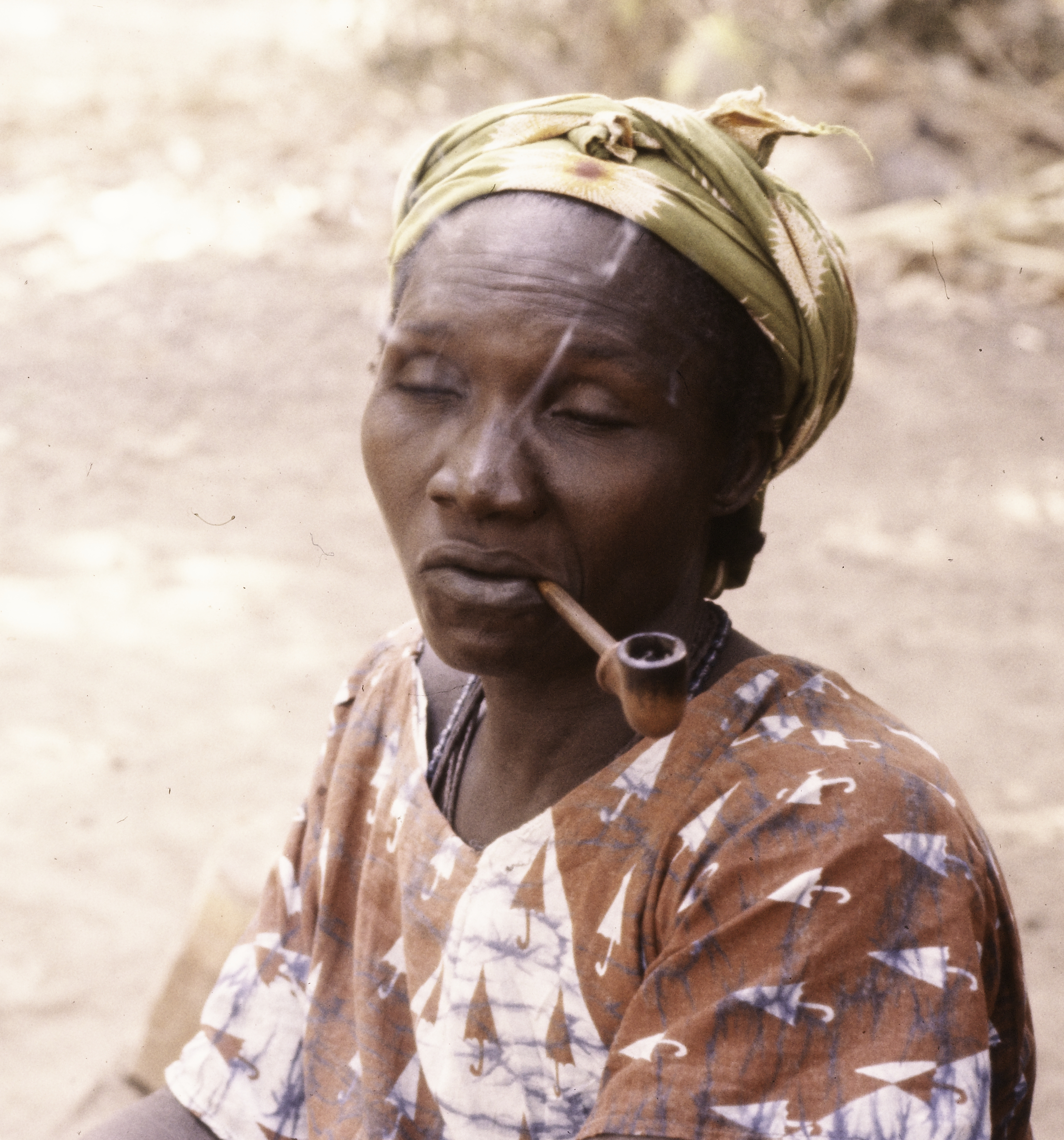
زنی که هنگام آشپزی پیپ می‌کشد. گینه بیسائو، ۱۹۷۴

توتون پیپ در شکل‌ها و اندازه‌ها و عطرهای مختلف عرضه می‌شود. بیشتر توتون‌های پیپ از توتون‌های سیگار ملایم‌تر و درشت‌تر و مطلوب‌تر هستند چون تنباکوهای خیلی ریز در پیپ، مانع جریان هوا شده و به اصلاح موجب عدم کام گرفتن صحیح از پیپ می‌شوند و همچنین توتون‌های خشک نیز به سرعت می‌سوزند.
توتون پیپ برای اینکه خشک نشود باید در یک محفظه بسته مثل قوطی فلزی یا شیشه‌ای درب دار نگهداری شود.
برخی توتون‌ها به نوارهای باریک بلند بریده می‌شوند. بعضی توتون‌ها در یک قالب تخت پرس می‌شوند و سپس قطعه قطعه می‌شوند در روش‌های حرفه‌ای‌تر بسته‌بندی توتون‌های پیپ به صورت نوارهای بلندی دورهم محکم پیچیده می‌شوند و سپس به صورت صفحه صفحه بریده می‌شوند در این روش عطر توتون ماندگاری بیشتر را دار می‌باشد.
توتون Flake را بین انگشتان و کف دست می‌مالند تا خردتر شود و به راحتی در پیپ جا بگیرد و بعضی‌ها هم آن را به قطعات کوچک‌تر می‌برند.

## روش پر کردن پیپ
پرکردن کاسه پیپ یکباره انجام نمی‌شود بلکه در چند مرحله انجام می‌شود:
پر کردن پیپ روش‌های مختلفی دارد. یکی از این روش‌ها این است که کاسه پیپ را بسته به مقدار توتونی که می‌خواهند بکشند را از توتون پر می‌کنند. در هر مرحله مقداری توتون در کاسه پیپ ریخته و با انگشت شست توتون را به سمت کف کاسه فشرده می‌کنند و پیپ را به دهان گرفته و به آن پک می‌زنند و امتحان می‌کنند که پیپ خوب کام می‌دهد و هوا به‌راحتی در آن جریان پیدا می‌کند.
حال اگر میزان فشردگی توتون زیاد بود می‌توان از توتون درون کاسه مقداری برداشت و کم کرد یا اینکه با ابزار سوزنی شکل پیپ در توتون فشرده شده کمی سوراخ باز کرده تا هوا برای پُک زدن بهتر جریان پیدا کند.
پس از روشن کردن توتون اگر نیاز به فشرده کردن توتون بود با ابزار کوبه‌ای پیپ این کار را انجام می‌شود.
یکی دیگر از روش‌های پر کردن پیپ و فشرده سازی توتون روش سه مرحله‌ای است که بدین صورت است:
مرحله نخست: مخزن کاسه پیپ را پر از توتون کرده و روی آن را با قدرت فشرده می‌کنیم تا در ۳/۱ از کاسه پیپ جا شود.
مرحله دوم: دوباره کاسه پیپ را پر از توتون کرده و به صورت ملایم فشرده می‌کنیم تا ۳/۲ پیپ پر شود.
مرحله سوم: دوباره کاسه پیپ را پر کرده و به آرامی و ملایمت فشار می‌دهند تا پیپ کاملاً پر شود. در این روش توتون موجود در کاسه پیپ سه لایه می‌شود که لایه پایین فشردگی زیاد و لایه‌های بالاتر فشردگی کمتری دارد و توتون به صورت مناسبی می‌سوزد. در این روش معمولاً توتون زیادی در پیپ جا می‌گیرد. در نتیجه زمان طولانی می‌توان پیپ را کشید.
یک روش دیگر که به «روش فرانک» نامیده می‌شود به این صورت است که خورده توتون‌ها را به آرامی از بالای کاسه پیپ رها کرده و داخل کاسه پیپ ریخته تا کاملاً پر شود و سپس یکباره توتون را فشرده می‌نمایند و اگر نیاز به توتون بیشتر بود دوباره یک مرحله دیگر انجام می‌شود.
برای کشیدن دود توتون آن را در کاسه پیپ می‌ریزند و آتش می‌زنند. با پک زدن به انتهای دسته پیپ دود به داخل دهان می‌رود و نباید آن را به داخل ریه‌ها داد.

## نگارخانه

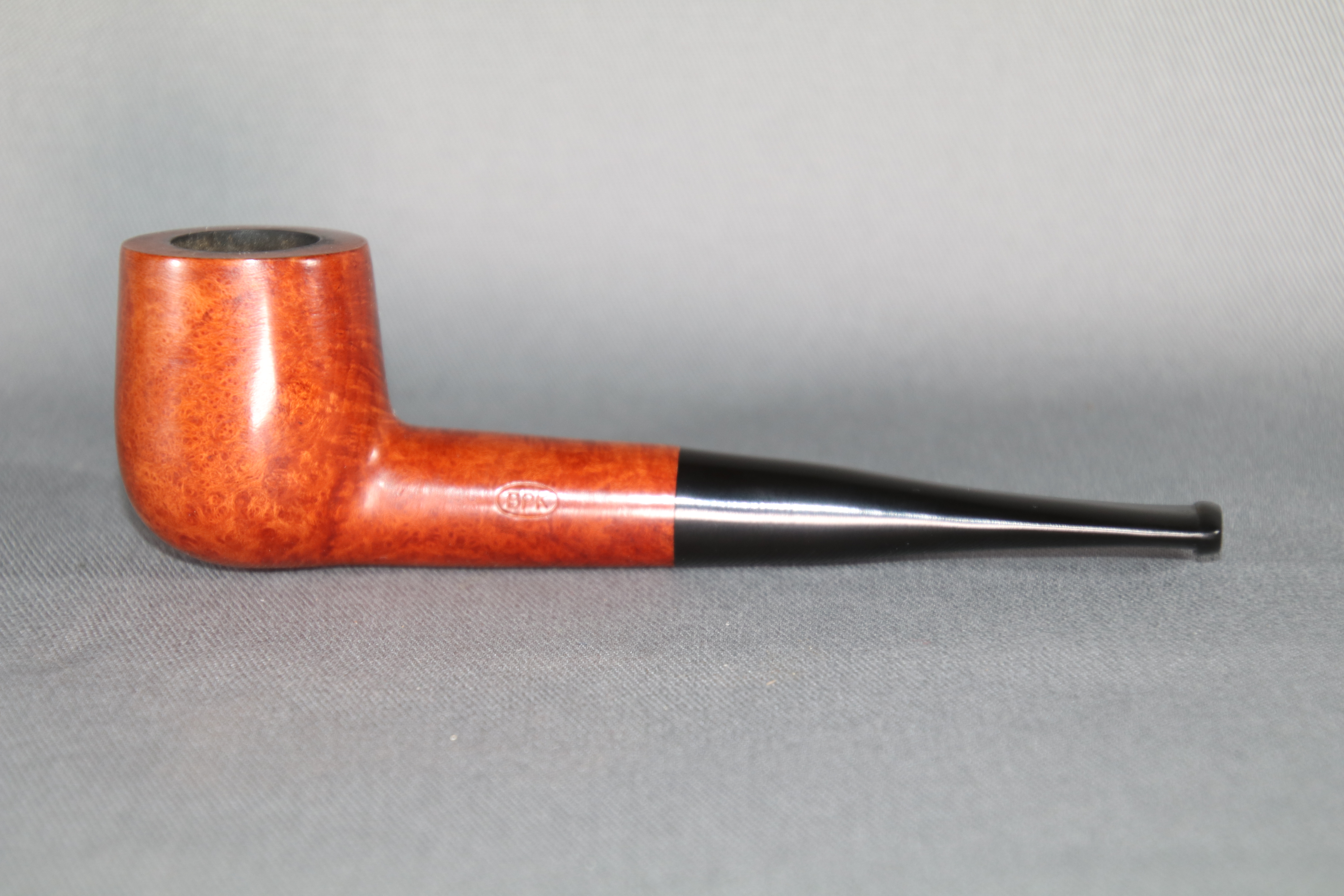
Billiard
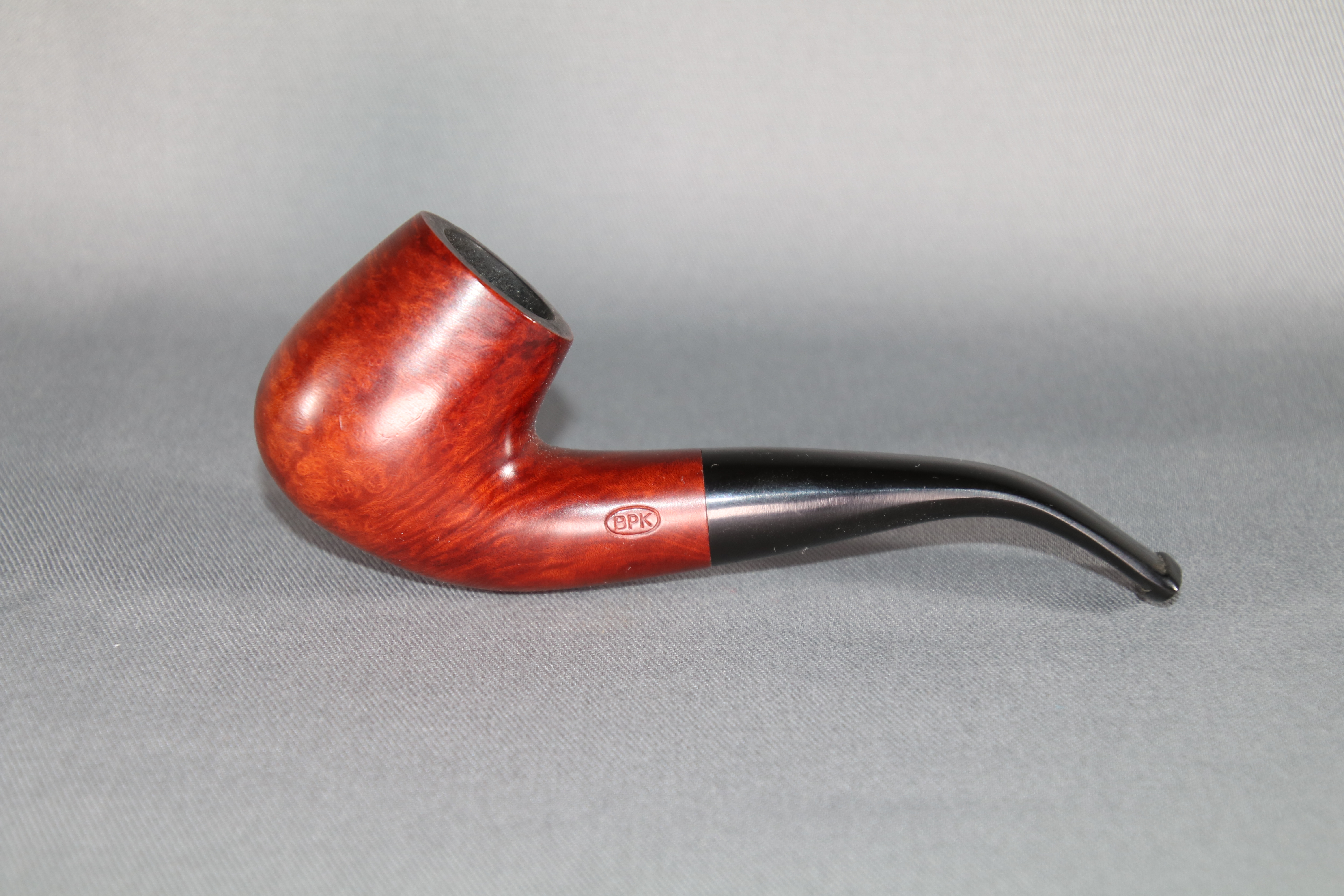
Bent (Billiard)
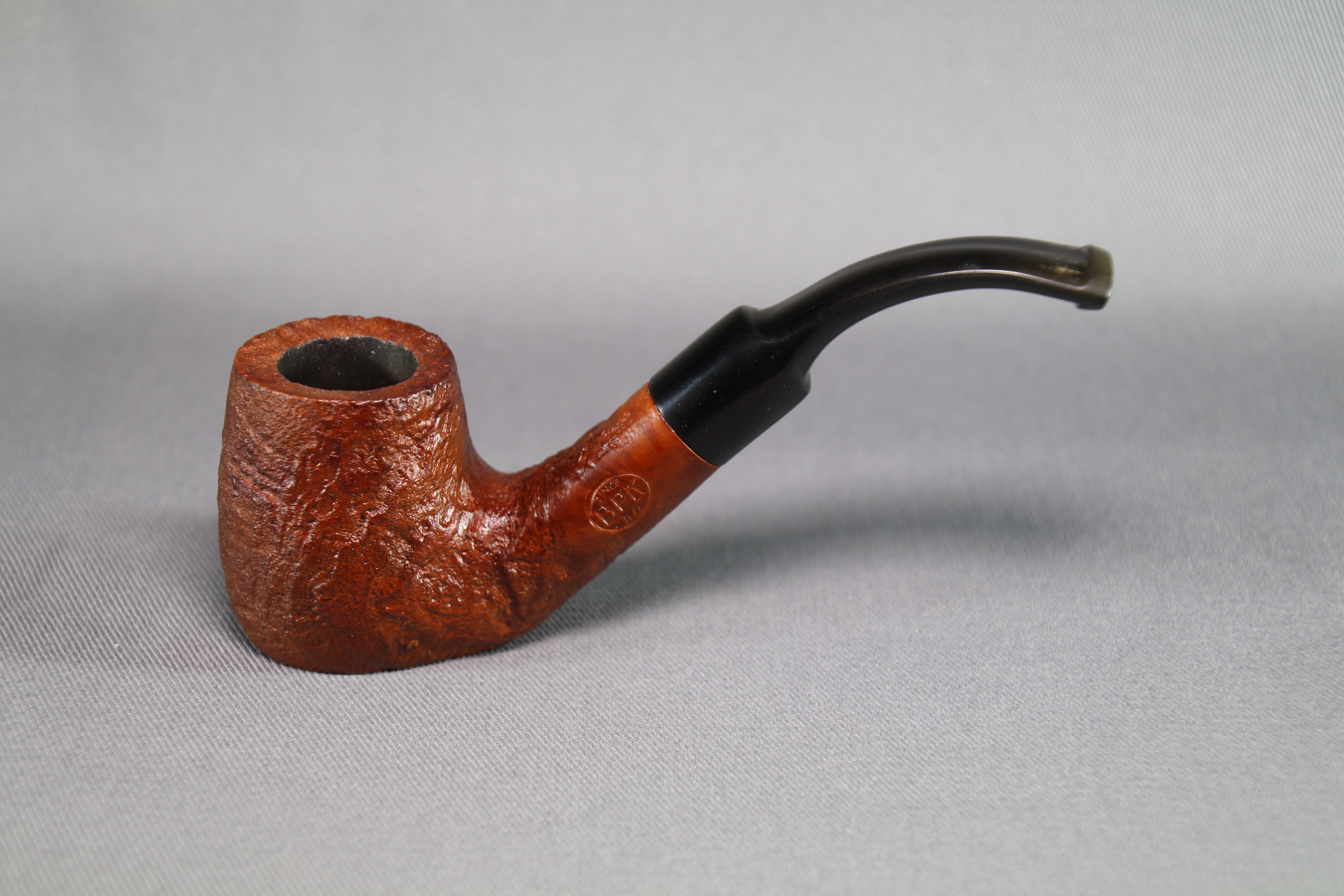
Sitter
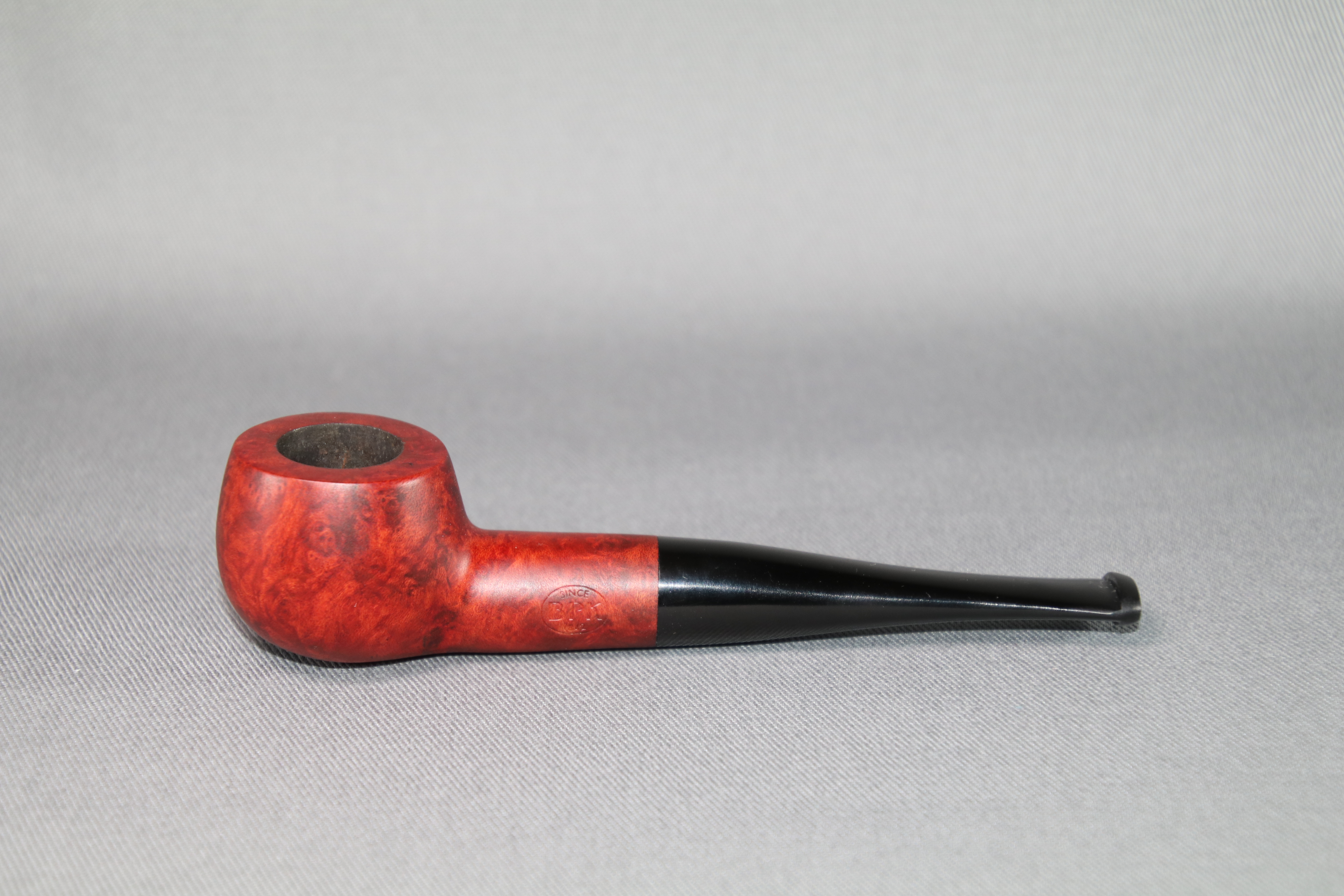
Pot
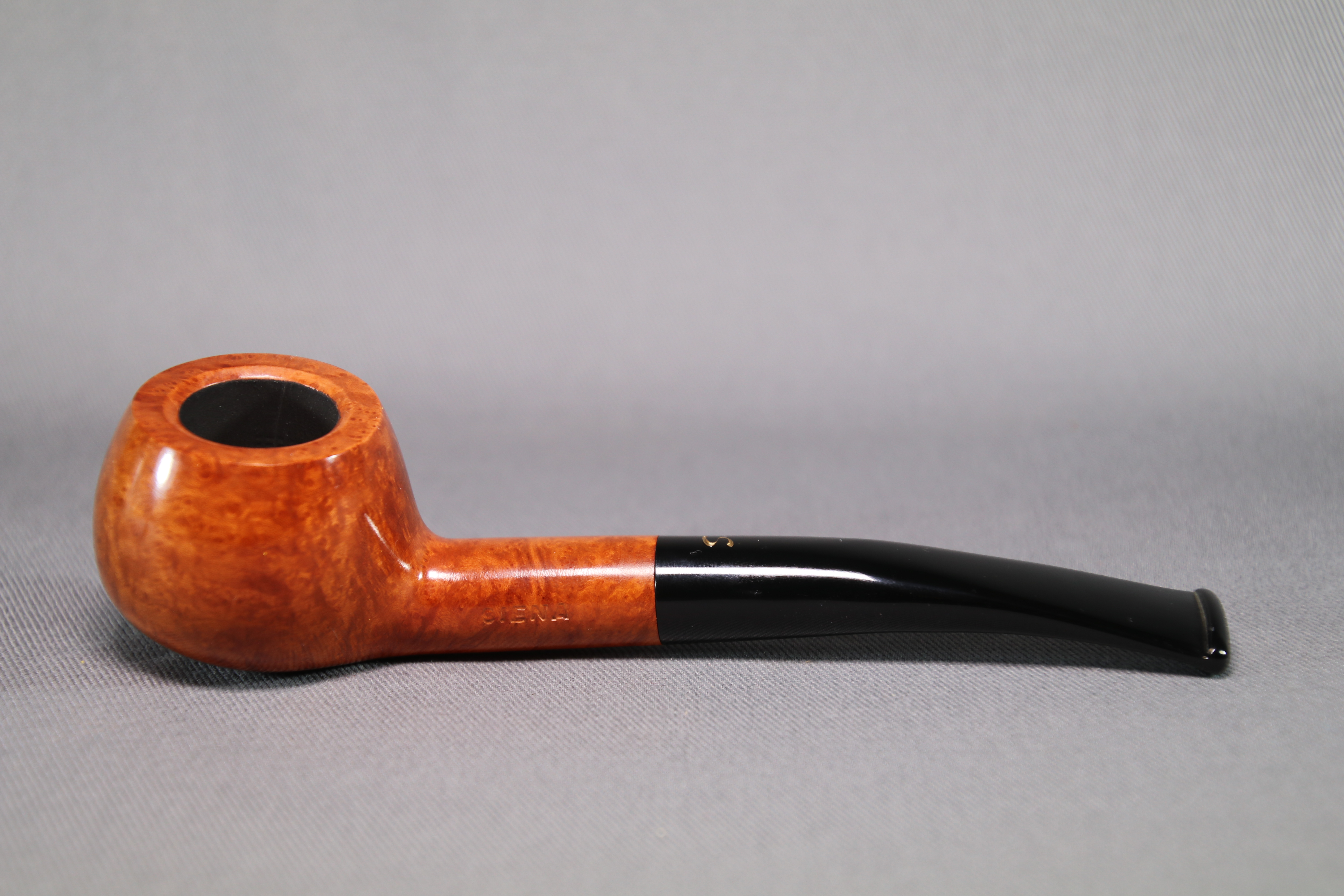
Prince
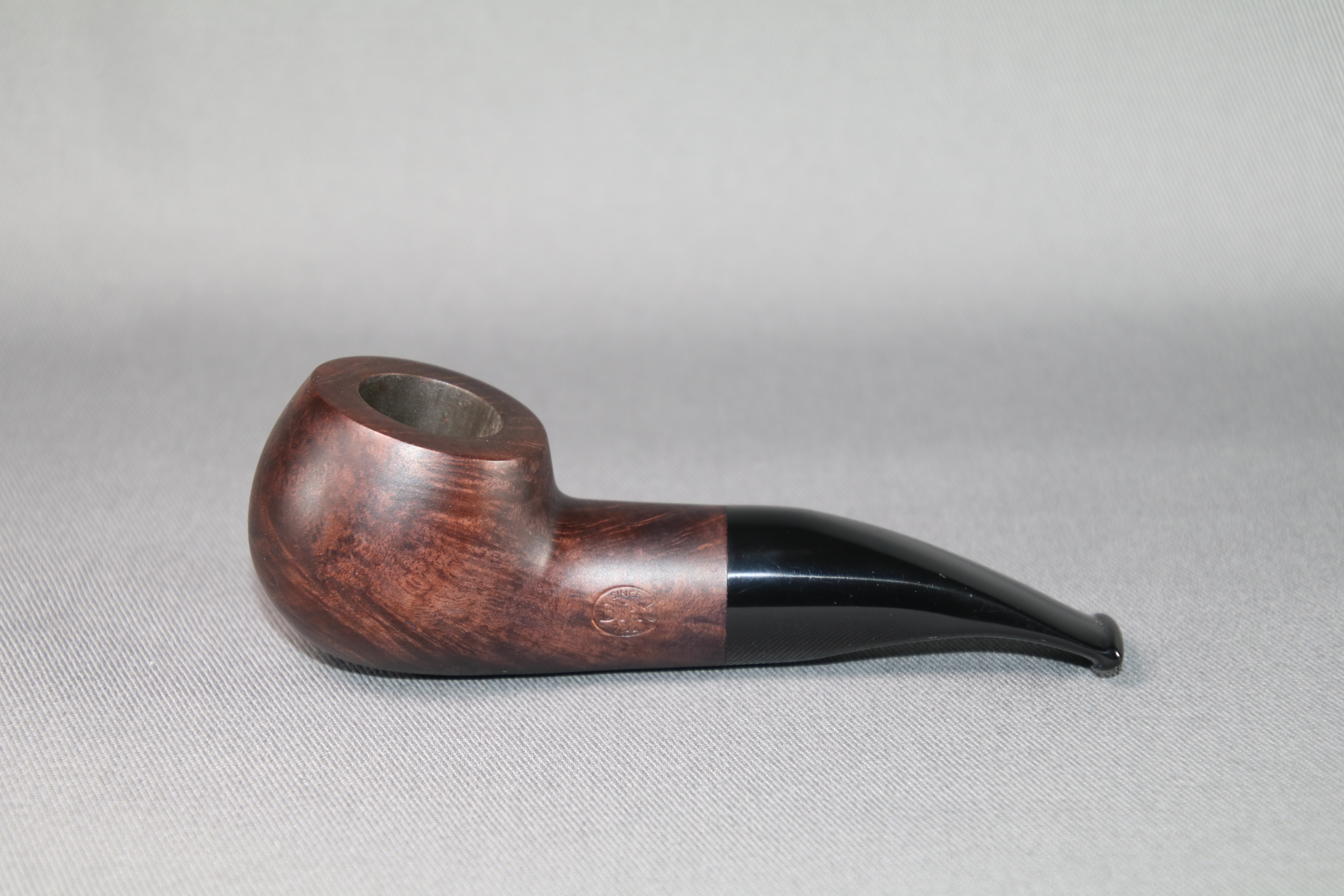
Author (specifically "Czech Bulldog")
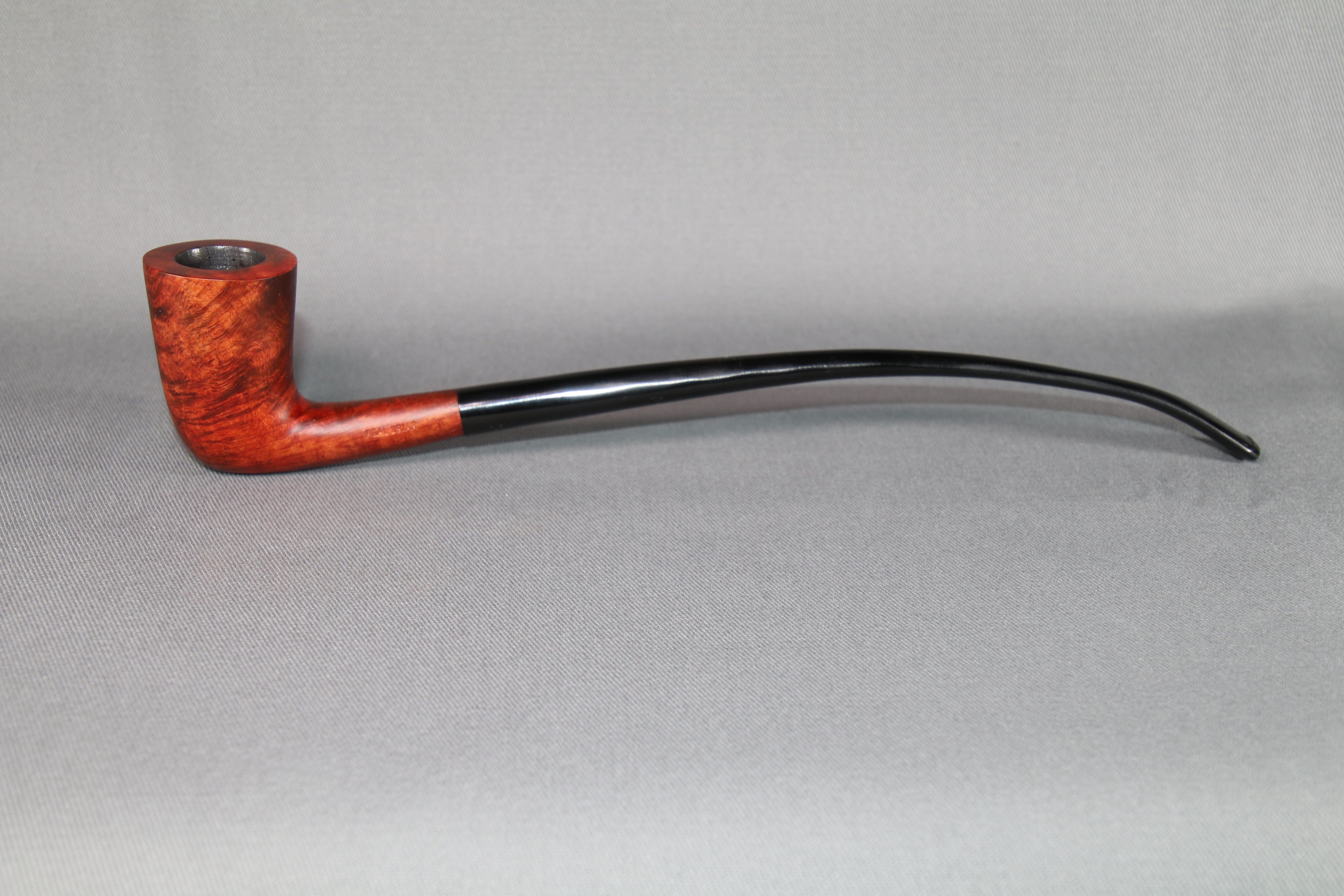
Churchwarden
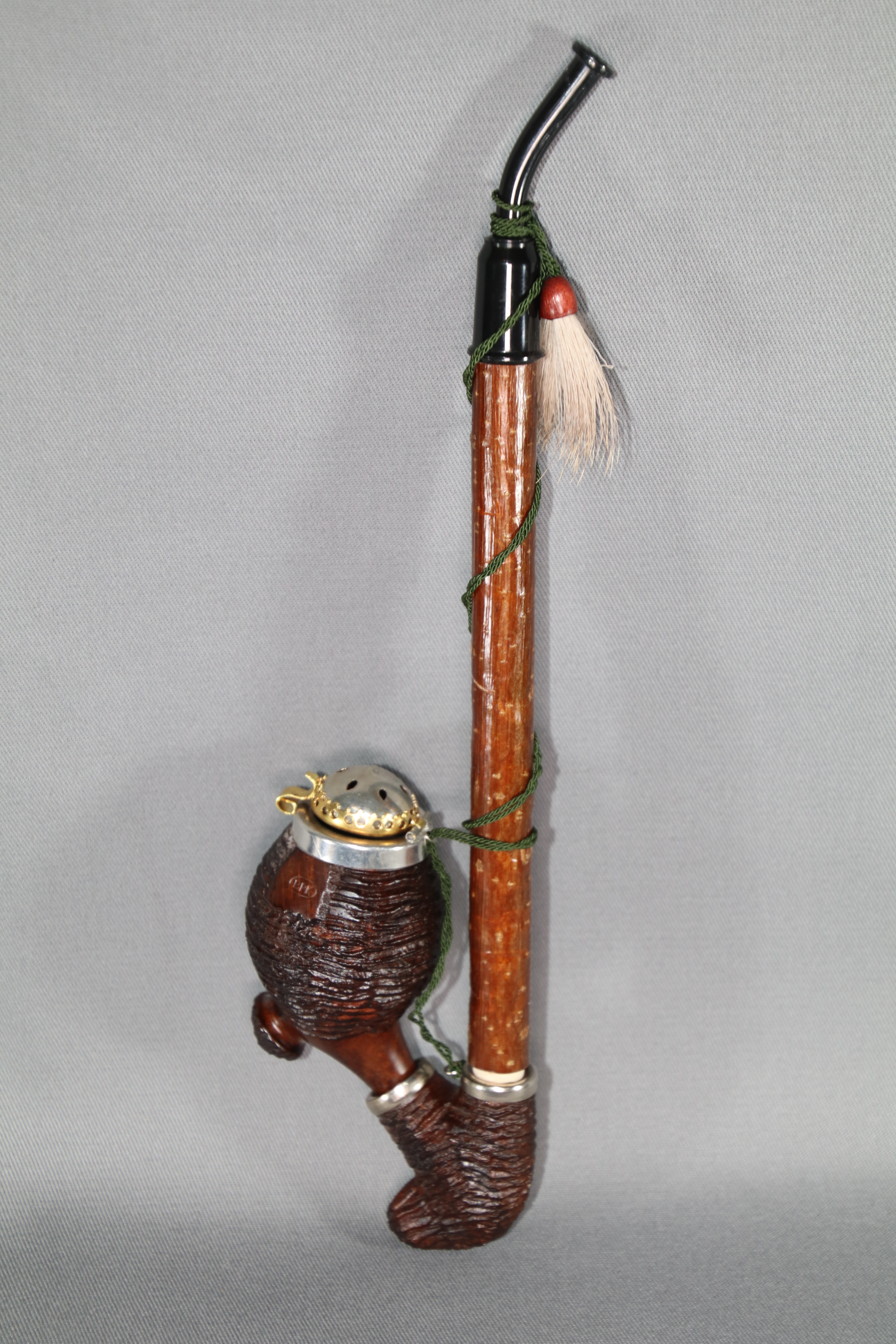
Tyrolean
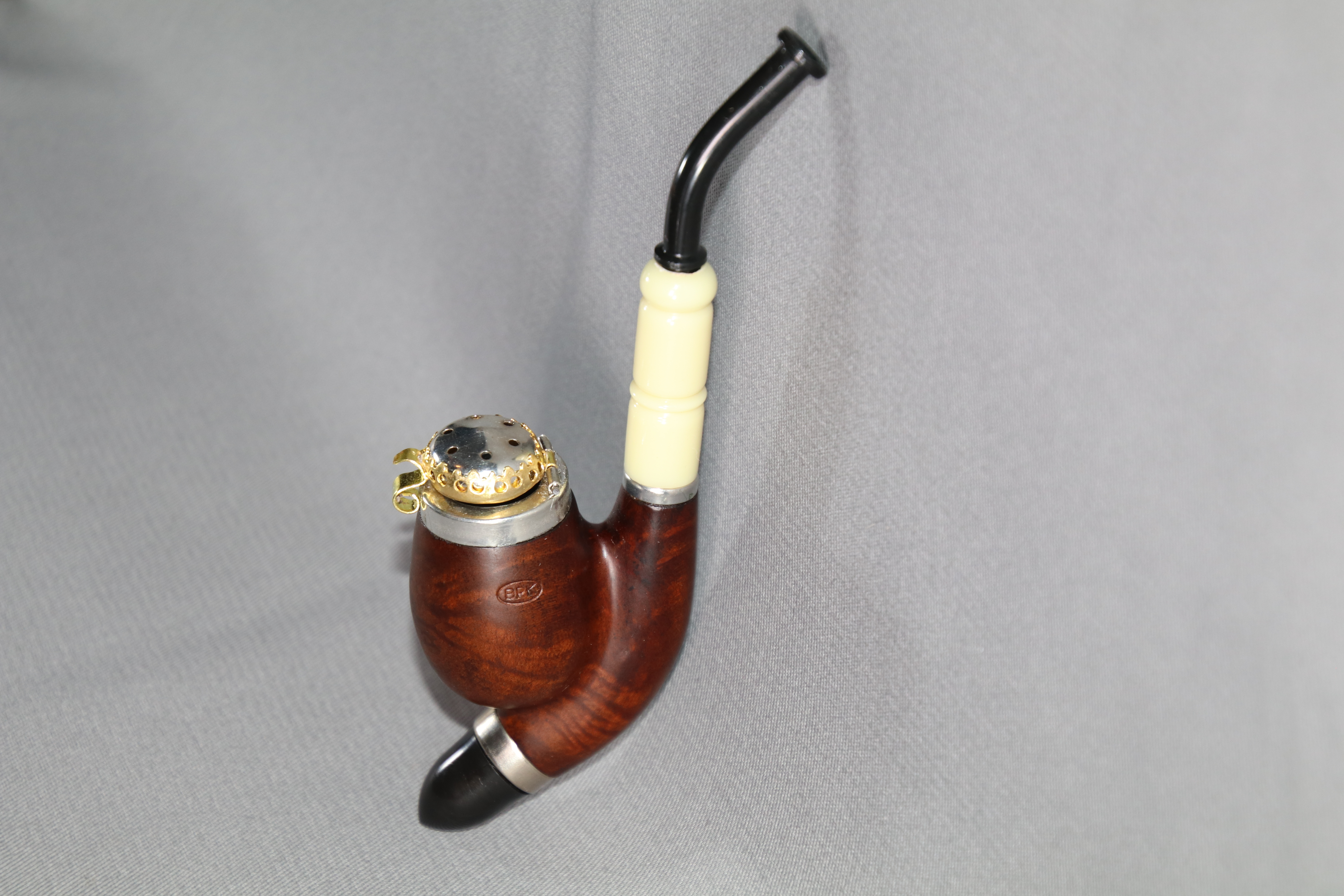
Cavalier
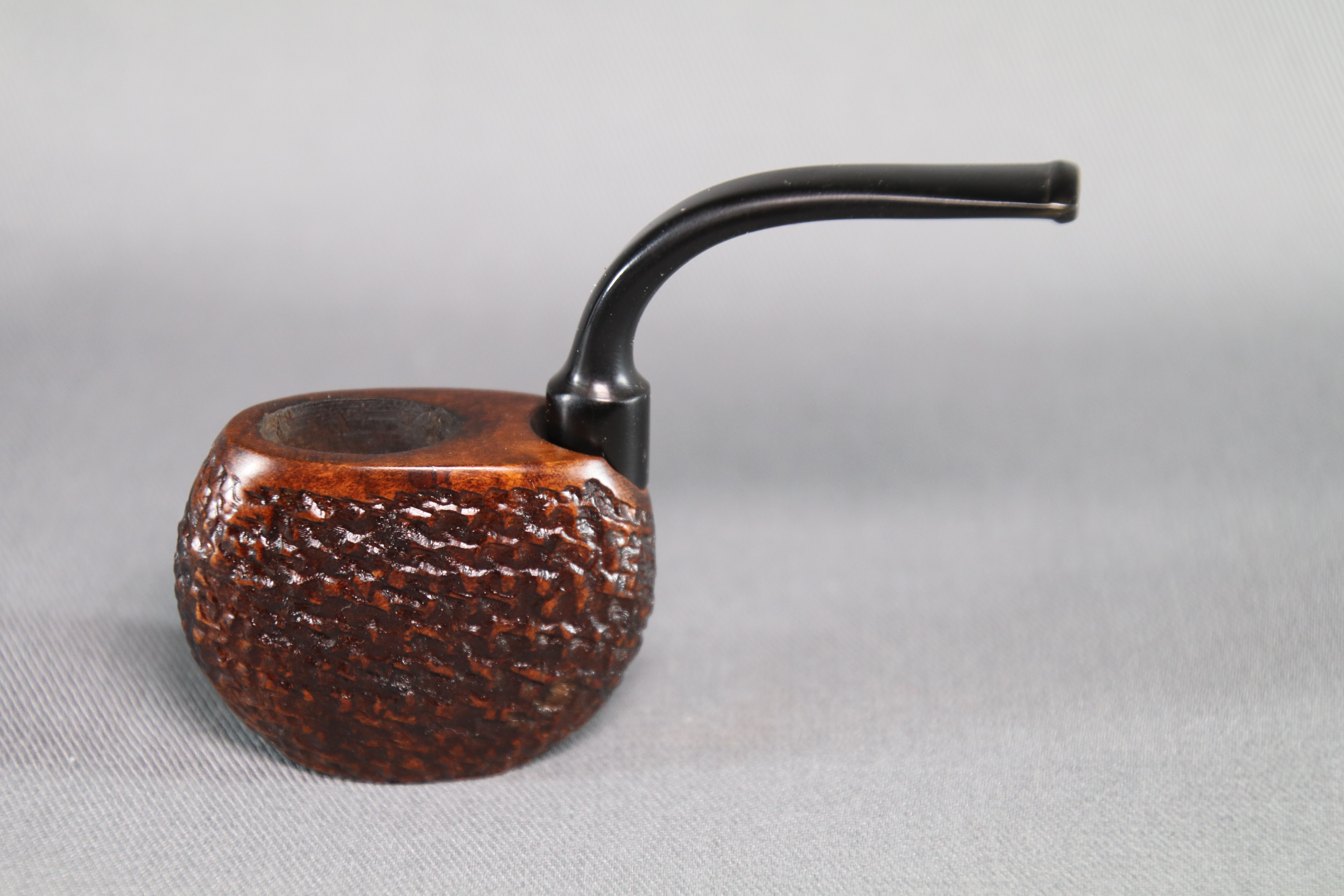
Vest Pocket
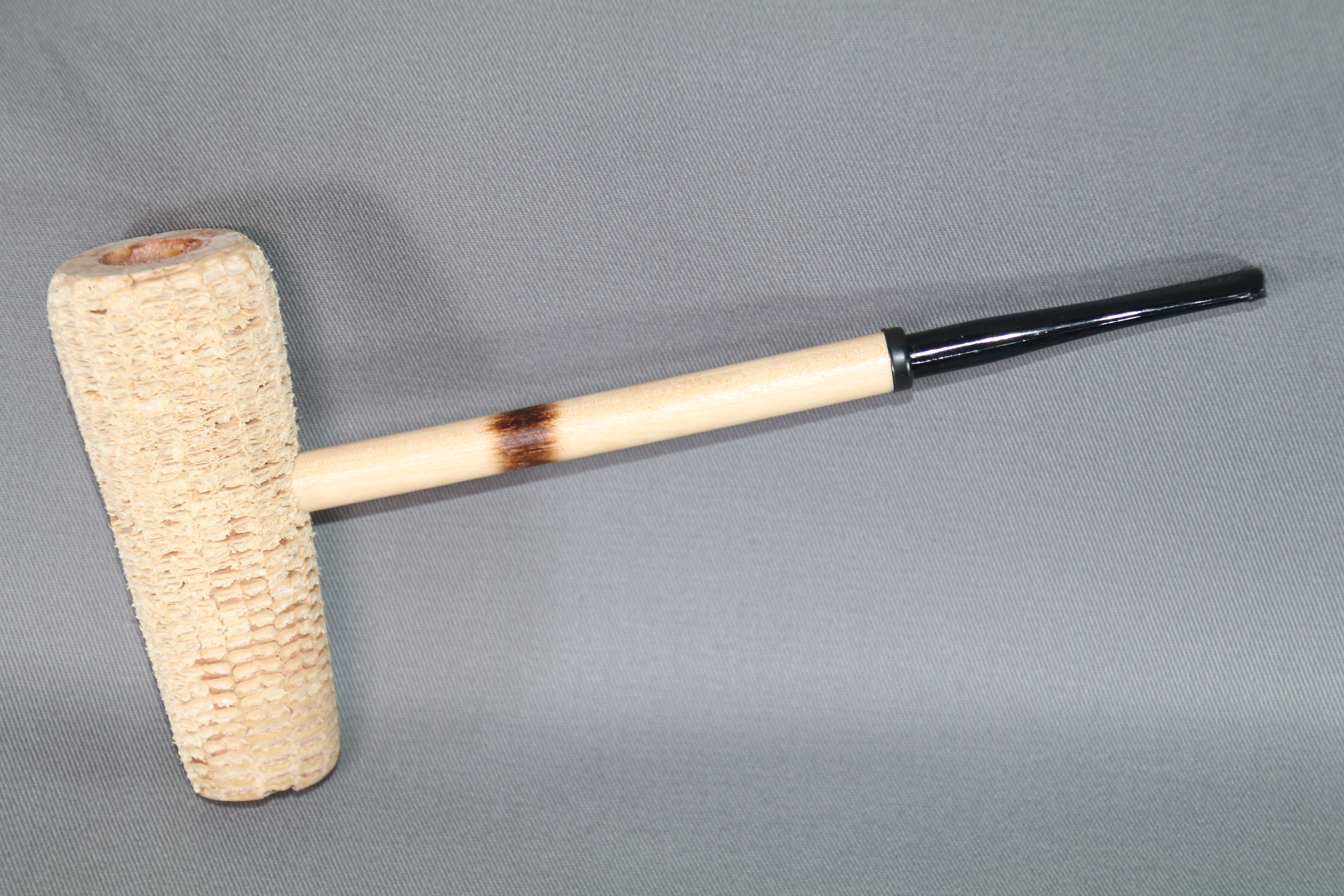
MacArthur